# Дубове (Синельниківський район)
Дубове́ — село в Україні, у Синельниківському районі Дніпропетровської області. Входить до складу Раївської сільської громади. Населення за переписом 2001 року становить 141 особа. До 2017 року орган місцевого самоврядування - Новогнідська сільська рада.

## Історія
12 червня 2020 року, відповідно до розпорядження Кабінету Міністрів України № 709-р від «Про визначення адміністративних центрів та затвердження територій територіальних громад Дніпропетровської області», увійшло до складу Раївської сільської громади.
19 липня 2020 року, в результаті адміністративно-територіальної реформи та ліквідації   Синельниківського (1923—2020) району, село увійшло до складу новоутвореного Синельниківського району.

## Географія
Село Дубове знаходиться за 3,5 км від правого берега річки Осокорівка, за 2 км від села Панасівка. Поруч проходить автомобільна дорога М18 (E105).

## Населення

### Мова
Розподіл населення за рідною мовою за даними перепису 2001 року:
| Мова       | Кількість | Відсоток |
| ---------- | --------- | -------- |
| українська | 129       | 91.49%   |
| російська  | 12        | 8.51%    |
| Усього     | 141       | 100%     |

## Інтернет-посилання
- Погода в селі Дубове [Архівовано 20 грудня 2011 у Wayback Machine.]